# Si Thep (huyện)
Si Thep (tiếng Thái: ศรีเทพ) là huyện (amphoe) cực nam của tỉnh Phetchabun, nằm ở thung lũng Pa Sak.

## Lịch sử
Tiểu huyện được lập ngày 13 tháng 12 năm 1970 với lãnh thổ từ huyện Wichian Buri. Tiểu huyện đã được nâng cấp thành huyện Si Thep ngày 8 tháng 8 năm 1976.
Thành phố cổ Si Thep được xây thời Khmer. Hoàng thân  Damrong đã phát hiện thành phố cổ năm 1905 khi ông thăm Monthon Phetchabun. Nay thành phố cổ nằm ở Công viên lịch sử Si Thep.

## Địa lý
Các huyện giáp ranh (từ phía bắc theo chiều kim đồng hồ): Wichian Buri của tỉnh Phetchabun, và Lam Sonthi, Chai Badan và Khok Charoen của tỉnh Lopburi.

## Hành chính
Huyện này được chia thành 7 phó huyện (tambon), các đơn vị này lại được chia ra thành 93 làng (muban). Thị trấn (thesaban tambon) Sawang Watthana  nằm trên một phần của the tambon Sa Kruat. Có 7 Tổ chức hành chính tambon.
| \| STT \| Tên \| Tên tiếng Thái \| Số làng \| Dân số \| \| \| --- \| --------------- \| -------------- \| ------- \| ------ \| \| \| 1. \| Si Thep \| ศรีเทพ \| 15 \| 10.465 \| \| \| 2. \| Sa Kruat \| สระกรวด \| 17 \| 15.731 \| \| \| 3. \| Khlong Krachang \| คลองกระจัง \| 18 \| 13.554 \| \| \| 4. \| Na Sanun \| นาสนุ่น \| 20 \| 11.011 \| \| \| 5. \| Khok Sa-at \| โคกสะอาด \| 13 \| 6.748 \| \| \| 6. \| Nong Yang Thoi \| หนองย่างทอย \| 12 \| 9.353 \| \| \| 7. \| Pradu Ngam \| ประดู่งาม \| 8 \| 3.024 \| \| |                 |                |         |        |  |
| STT | Tên             | Tên tiếng Thái | Số làng | Dân số |  |
| 1. | Si Thep         | ศรีเทพ          | 15      | 10.465 |  |
| 2. | Sa Kruat        | สระกรวด        | 17      | 15.731 |  |
| 3. | Khlong Krachang | คลองกระจัง      | 18      | 13.554 |  |
| 4. | Na Sanun        | นาสนุ่น          | 20      | 11.011 |  |
| 5. | Khok Sa-at      | โคกสะอาด       | 13      | 6.748  |  |
| 6. | Nong Yang Thoi  | หนองย่างทอย     | 12      | 9.353  |  |
| 7. | Pradu Ngam      | ประดู่งาม        | 8       | 3.024  |  |